# Long Mynd
Long Mynd är ett berg i Storbritannien.   Det ligger i grevskapet Shropshire i riksdelen England, i den södra delen av landet, 220 km nordväst om huvudstaden London. Toppen på Long Mynd är 516 meter över havet, eller 186 meter över den omgivande terrängen. Bredden vid basen är 12,6 km.
Terrängen runt Long Mynd är huvudsakligen kuperad, men åt sydost är den platt. Runt Long Mynd är det ganska glesbefolkat, med 40 invånare per kvadratkilometer. Närmaste större samhälle är Shrewsbury, 19,5 km norr om Long Mynd. Trakten runt Long Mynd består till största delen av jordbruksmark.